# 艾茂
艾茂（?—?），字穎新，號風岩，贵州麻江人，清朝政治人物、同進士出身。

## 生平
乾隆十六年（1751年）辛未科進士，三甲八十二名，选翰林院庶吉士，散館授檢討。著有《易經人道》、《寶珠堂詩集》、《古文聚經錄》、《獨山州志》。